# Armenischer Fußballpokal 1999
Der armenische Fußballpokal 1999 war die achte Austragung des Pokalwettbewerbs in Armenien.
16 Mannschaften nahmen teil. Zement Ararat konnte den Titel erfolgreich verteidigen und gewann zum zweiten Mal den Pokal. Im Finale wurde der FC Schirak Gjumri mit 3:2 besiegt.

## Modus
Der Pokal wurde in vier Runden ausgetragen. Bis zum Halbfinale wurden die Sieger in Hin- und Rückspiel ermittelt. Bei Torgleichstand entschied zunächst die Anzahl der Auswärts erzielten Tore, danach eine Verlängerung, wurde in dieser nach zweimal 15 Minuten keine Entscheidung erreicht, folgte ein Elfmeterschießen, bis der Sieger ermittelt war. Das Finale wurde in einem Spiel in Jerewan ausgetragen.

## Achtelfinale
Die Hinspiele fanden am 3. April 1999, die Rückspiele am 11. April 1999 statt.
|                         | Gesamt |                           | Hinspiel | Rückspiel |
| ----------------------- | ------ | ------------------------- | -------- | --------- |
| FIMA Jerewan            | 01:10  | FC Schirak Gjumri         | 1:8      | 0:2       |
| FC Zvartnots Jerewan    | 4:1    | FC Karabach Stepanakert 2 | 2:0      | 2:1       |
| FC Kilikia Jerewan      | 5:1    | FC Lori Wanadsor          | 4:1      | 1:0       |
| Kasach Aschtarak        | 0:4    | FC Jerewan                | 0:1      | 0:3       |
| FC Karabach Stepanakert | 0:5    | FA Ararat Jerewan         | 0:2      | 00:3 1    |
| Alaschkert Martuni      | 0:7    | Erebuni Jerewan           | 0:4      | 00:3 1    |
| FC Schirak Gjumri       | 2:6    | FC Dwin Artaschat         | 1:2      | 1:4       |
| FC Dinamo Jerewan       | 00:11  | Zement Ararat             | 0:7      | 0:4       |

## Viertelfinale
Die Hinspiele fanden am 20. April 1999, die Rückspiele am 30. April 1999 statt.
|                      | Gesamt    |                    | Hinspiel | Rückspiel |
| -------------------- | --------- | ------------------ | -------- | --------- |
| FC Dwin Artaschat    | 0:6       | Zement Ararat      | 0:4      | 0:2       |
| FC Jerewan           | (a)2:2(a) | FC Kilikia Jerewan | 0:1      | 2:1       |
| FA Ararat Jerewan    | 1:2       | Erebuni Jerewan    | 1:1      | 0:1       |
| FC Zvartnots Jerewan | (a)2:2(a) | FC Schirak Gjumri  | 2:1      | 0:1       |

## Halbfinale
Die Hinspiele fanden am 11. Mai 1999, die Rückspiele am 20. Mai 1999 statt.
|                   | Gesamt |               | Hinspiel | Rückspiel |
| ----------------- | ------ | ------------- | -------- | --------- |
| Erebuni Jerewan   | 4:7    | Zement Ararat | 2:4      | 2:3       |
| FC Schirak Gjumri | 3:2    | FC Jerewan    | 3:1      | 0:1       |

## Finale
| Zement Ararat                             | Zement Ararat | FC Schirak Gjumri | FC Schirak Gjumri |
| ----------------------------------------- | --- | --- | ----------------- |
| Zement Ararat                             | \| 29. Mai 1999 in Jerewan (Stadion Hrasdan) \| \| Ergebnis: 3:2 (3:1) \| \| Zuschauer: 2.500 \| \| Schiedsrichter: S. Kasarjan \| | \| 29. Mai 1999 in Jerewan (Stadion Hrasdan) \| \| Ergebnis: 3:2 (3:1) \| \| Zuschauer: 2.500 \| \| Schiedsrichter: S. Kasarjan \| | FC Schirak Gjumri |
| Zement Ararat                             | Harnik Oganesjan (30. Aschot Dadamjan) – Aram Ajrapetrjan, Karen Simonjan, Romik Chatschatrjan (61. Rasmik Grigorjan), Tigran Oganesjan – Norajr Ochojan, Karen Asatrjan, Aram Hakobjan (78. Rafael Nasarjan), Gagik Arutjunjan – Ara Woskanjan, Haik Hakobjan | Artur Oganesjan – Artak Adanjan, Gagik Markarjan (46. Henrich Batikjan), Hakob Artojan, Karen Aleksanjan – Samvel Nikoljan, Artur Petrosjan, Hovhannes Tahmasjan, Kolja Jepranosjan – Ararat Arutjunjan (79. Tigran Hovhannisjan), Artjom Bernetsjan (70. Aram Tumasjan) | FC Schirak Gjumri |
| Zement Ararat                             | 1:0 Haik Hakobjan (3.) 2:1 Haik Hakobjan (16.) 3:1 Aram Hakobjan (43.) | 1:1 Artjom Bernetsjan (5.) 3:2 Hakob Artojan (76.) | FC Schirak Gjumri |
| Zement Ararat                             | Ara Woskanjan, Haik Hakobjan | Hakob Hartojan | FC Schirak Gjumri |
| 29. Mai 1999 in Jerewan (Stadion Hrasdan) | | |                   |
| Ergebnis: 3:2 (3:1)                       | | |                   |
| Zuschauer: 2.500                          | | |                   |
| Schiedsrichter: S. Kasarjan               | | |                   |